# 林采緹
林采緹（英語：Sunny Lin，1990年7月22日—），本名林小晴，臺灣女藝人，出生於澳門，曾就讀士林高商。華岡藝校畢業後就進入演藝圈。

## 經歷

### 早期
林采緹在家中排行老三，12歲以前跟著兄姊住在澳門，父母在臺灣開古董店。進入演藝圈前，一直使用本名「林小晴」。2002年，林采緹隨家人移民臺灣定居。升上高二後，就讀士林高商的林采緹嚮往演藝圈，因此轉學進入華岡藝校就讀，並開始在電視節目錄影、擔任模特兒等工作。18歲開始當模特兒，因友人介紹首次接觸下海，沒想到被要求拍露點照片，之後時常接拍攝大尺度寫真。
2010年，剛考完大學的林采緹被模特兒經紀公司相中，報名參加選美比賽。為了代表臺灣參賽，林采緹前往海南島，在2,000餘位佳麗者中獲選「七仙女」，且是比賽中第一名，獲頒獎金人民幣7萬元。
2011年，林采緹應邀參加香港動漫電玩節Cosplay《海贼王》活動，因受限於現場服裝，她從中選擇自己喜歡的角色波雅·漢考克（蛇姬）。由於她首次參與Cosplay，扮演性感蛇姬唯妙唯肖，之後受到臺灣、日本的關注而走紅，因此紛紛受到廣告廠商邀約代言及電視節目通告錄影。

### 胡睿兒
2016年9月22日，林采緹及其男友胡睿兒在臺北市大安區和平東路住處被臺北市政府警察局稽查毒品一併帶回偵訊，經過初步偵訊驗尿，胡睿兒與另一男子坦承持毒；林采緹則依程序驗尿，釐清是否不法。2016年10月7日，林采緹驗尿結果驗出大麻陽性反應，震驚眾人，紛紛上她臉書留言「驗出來了！直接打臉」、「呼麻不可恥，可恥的是妳呼麻後不承認，還拿假的證明企圖矇騙妳的粉絲」，認為她之前公開的驗尿報告恐怕也是造假。
2018年2月25日，林采緹及其男友胡睿兒在年底宣布準備結婚。
2018年5月16日，林采緹分別在Facebook及Instagram粉絲專頁貼出懷孕照片。長子於同年7月誕生。
2020年3月，林采緹與胡睿兒簽字離婚。

## 主持
- 緯來綜合台《電玩快打》
  - 與納豆共同主持
  - 2012年11月24日－2014年1月4日

## 音樂作品

### 專輯
| 年份 | 專輯                                                                                  |
| ---- | ------------------------------------------------------------------------------------- |
| 2012 | - 合唱單曲《數以百萬計的祝福》（亦帆、林采緹、黃宥傑、楊子黎、徐哲緯合唱）            |
| 2013 | - 《女帝詔曰》女帝登基版 全專輯 + 56頁寫真 - 《女帝詔曰》微服出巡版 全專輯 + 56頁寫真 |
| 2014 | - <becos> be-Good版 全專輯+64頁寫真 - <becos> be-Cool版 全專輯+64頁寫真 - 日文單曲    |
| 2015 | - <becos> 慶功解碼流出版 <Sunny偷心小秘書桌曆>                                        |

### MV演出
- 2012年 鄒宗翰《不忍心讓你走》
- 2012年 汪東城《你在等什麼》
- 2013年 吳亦帆、林采緹、楊子黎、黃宥傑、徐哲緯《數以百萬計的祝福》
- 2013年 邰正宵《男懂女人心》
- 2015年 黃文星《另類》

## 影視作品

### 戲劇
- 2013年 愛情ATM 飾 林珍妮
- 2015年 PMAM之慾望俱樂部 飾 貝安／楊珊珊

## 寫真集
- 2017年 《林采緹美麗宣言》 尖端出版

## 投資事業
良良海南雞：海南雞飯店股東之一
Sauce非理性：情趣用品品牌ceo
Flux時尚瑜伽服:品牌主理人
Captain G：與長青藥局合作研發男性保健品

## 外部連結
- 林采緹Sunny的Facebook專頁
- 林采緹Sunny的新浪微博
- SunnyLin 林采緹的Instagram帳戶